# Plebejus nivium
Plebejus nivium är en fjärilsart som beskrevs av Jean Baptiste Boisduval 1869. Plebejus nivium ingår i släktet Plebejus och familjen juvelvingar. Inga underarter finns listade i Catalogue of Life.